# Бішванатх (упазіла)
Бішвана́тх (бенг. বিশ্বনাথ, англ. Bishwanath) — одна з 11 упазіл зіли Сілхет регіону Сілхет Бангладеш, розташована на південному заході зіли.
Населення — 189 773 особи (2008; 179 630 в 1991).

## Адміністративний поділ
До складу упазіли входять 8 вардів:
| Зіла         | Площа, км² | Населення, осіб (2008) |
| ------------ | ---------- | ---------------------- |
| Аланкарі     | -          | 24914                  |
| Бішванатх    | -          | 28115                  |
| Даулатпур    | -          | 25134                  |
| Дасгхар      | -          | 17526                  |
| Деокалас     | -          | 16244                  |
| Кхазанчігаон | -          | 26589                  |
| Лама-Казі    | -          | 23439                  |
| Рампаша      | -          | 27812                  |